# Ernest-Frédéric III de Saxe-Hildburghausen
Ernest-Frédéric III de Saxe-Hildburghausen né le 10 juin 1727 à Königsberg in Bayern, décédé le 23 septembre 1780 à Seidingstadt, est duc de Saxe-Hildburghausen de 1745 à 1780.

## Biographie
Fils de Ernest-Frédéric II de Saxe-Hildburghausen et de Caroline d'Erbach-Fürstenau, Ernest-Frédéric III de Saxe-Hildburghausen succède à son père en 1745, mais âgé de dix-huit ans sa mère Caroline von Ansbach assume la régence du duché jusqu'à la majorité du prince (1748).
Ernest-Frédéric III de Saxe-Hildburghausen est considéré par ses contemporains comme un prince intelligent et talentueux. Il offre une bibliothèque à la ville. L'empereur Joseph II du Saint-Empire crée une commission dont la gestion est confiée à Charlotte Sophie de Saxe-Meiningen et au prince Joseph Frédéric de Saxe-Hildburghausen, grand-oncle d'Ernest-Frédéric III de Saxe-Hildburghausen. Cette commission a pour but de regrouper les demandes des créanciers et d'ajuster les revenus et les dépenses du duché.
En 1779, un grand incendie ravage la ville d'Hildburghausen, Ernest-Frédéric III de Saxe-Hildburghausen se réfugie dans son pavillon de chasse de Seidingstadt où il meurt un an après.

## Mariages et descendance
Ernest-Frédéric III épouse le 1er octobre 1749 Louise de Danemark (1726-1756), (fille de Christian VI de Danemark). Un enfant est né de cette union :
- Frédérique de Saxe-Hildburghausen (1755-1756)

Veuf, Ernest-Frédéric de Saxe-Hildburghausen épouse le 20 janvier 1757 Christiane-Sophie-Charlotte de Brandebourg-Bayreuth} (1733-1757), (fille de Frédéric V Christian de Brandebourg-Bayreuth). Un enfant est né de cette union :
- Frédérique de Saxe-Hildburghausen (1757-1757)

De nouveau veuf Ernest-Frédéric III de Saxe-Hildburghausen épouse le 1er juillet 1758 Ernestine de Saxe-Weimar-Eisenach (1740-1786), (fille de Ernest-Auguste Ier de Saxe-Weimar-Eisenach). Trois enfants sont nés de cette union :
- Sophie de Saxe-Hildburghausen (1760-1776), en 1776 elle épouse François de Saxe-Cobourg-Saalfeld (mort en 1806)
- Caroline de Saxe-Hildburghausen (1761-1790), en 1778 elle épouse son oncle Eugène de Saxe-Hildburghausen
- Frédéric Ier de Saxe-Hildburghausen, duc de Saxe-Hildburghausen, puis duc de Saxe-Altenbourg